# 機会均等
機会均等（きかいきんとう、Equal opportunity）とは、全ての人々が同様に扱われるべきであるという観念で、特に人為的な障壁・先入観・嗜好などを「明らかに合理的と見なされているもの」以外全て取り除くべきであるというものである。機会平等（きかいびょうどう）ともいう。

## 概要
よく「複合的で深慮なコンセプト」とされるこの理念は、重要な仕事は「最も優秀な者」にゆだねられるべきだという考えに基づく。それは、与えられた任務について最も卓越しているとされる人のことであり、生まれた年・生育環境・権力との結びつき・信条・性別・民族性・人種・身分・非自発的なその個人の要素（障害・年齢・性別など ）など、非合理的・非専門的とされる、恣意的で関連性のない理由によって人にゆだねるべきではないとする考えである 。
昇進のチャンスは、「ゴールとルールの制定という競争の枠組みを設けた、平等な機会 」などという形で、希望する誰にも開かれていなければならないとする。
この理念は、選定プロセスから恣意性を排除し、「事前に合意を経た公平性に基づく、個々の専門性に関連した評価過程」を元にした手続き・法的理念を重要視する。個人は、その個々の努力に基づいて成功・失敗するべきであり、「外部の資産」（例えば親とのコネクションなど）によって左右されるべきではないとする。
それゆえに縁故主義に反対し、これは社会構造が合理的かを判断する上で重要な役を果たしている。

## 各論
経済学者の岩田規久男は「機会の平等の観点から重要な政策は、教育を受ける機会の平等化である。教育の平等化によって、就職機会の平等化も進む」と指摘している。

### 様々なタイプ

#### 機会の形式的平等

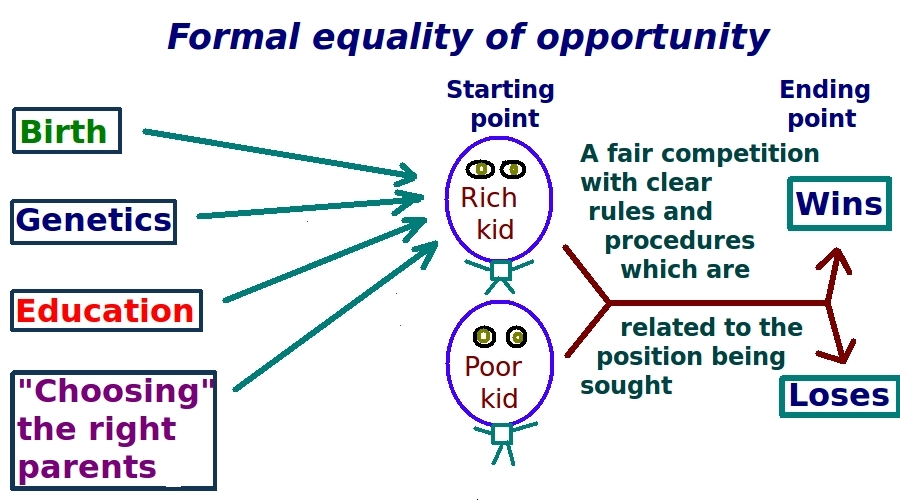
機会均等の模式図

機会の形式的平等（Formal equality of opportunity）は、また無差別原則（nondiscrimination principle）・直接的差別（direct discrimination）、狭義にはアクセス平等（equality of access）などと呼ばれる。
- オープンな募集告知（Open call）

ポストの応募は、優秀なアドバンテージを持つ者全てに対して開かれたものでなければならない。求人告知は公的に告知され、応募しようとする優秀な人々に「合理的な機会提供」しなければならない。かつ、全ての応募は受理されなければならない。
- 公平な審査（Fair judging）

応募はそれ自身の長所に基づいて行われ、その過程は最も優秀なものを判定するために設計されていなければならない。応募の評価はそのポストのミッションに沿ったものでなければならない。例えば聖歌隊隊長を選ぶ際には、その評価は髪の色など恣意的な基準よりも、音楽知識によって行われるべきである。
- 適任者として選出（An application is chosen）

他の応募よりも「最も要求事項を満たすもの」を選びだし、その者に対してポストのオファーを行う。この選考過程の結果、ある者が他者が持っていないポストを手にしたという点では不平等ではあるが、だが、この結果は公正な手続きに基づいているのだと合意される。
機会平等においてこの形式的アプローチは、基本的な「原始的（no frills）」「狭義」のアプローチとされ、最低限の基準を述べたものである。これらは公共圏の分野に限定され、家族・結婚・信条といった私圏には適応されない。一歩進んで、何を持って「フェア」「アンフェア」とみなすべきか、ニューヨーク・タイムズではそれに踏み込んだ表現が成されている。
この問いかけは経済学者のミルトン・フリードマンとローズ・フリードマンらによる1980年の図書『選択の自由（Free To Choose）』でもなされている。

## 分野

### 米国の雇用機会均等法
アメリカには雇用機会均等委員会(en:Equal Employment Opportunity Commission)があり、面接時に性別・年齢・国籍・家族・身体障害等に関する質問をしてはいけないことになっている。従って、それらの情報を履歴書に書くということもない。アメリカの雇用機会均等法は次の8つの事項により成り立っている。
1. 公民権法第7条　雇用上の人種・性別・宗教・肌の色・出身国等の理由による差別の禁止
2. 均等賃金法　性を理由に賃金に差をつけることの禁止
3. 年齢差別禁止法　40歳から70歳までの人に対する差別的取扱の禁止
4. 大統領命令11246号　積極的是正策の義務づけ
5. リハビリテーション法  ハンディキャップによる差別の禁止
6. ベトナム戦争参加兵士保護法　ベトナム戦争復員兵の差別禁止
7. 妊婦保護法　妊婦の差別禁止
8. 移民局改正法　国籍による差別の禁止